# Чемпіонат Англії з футболу 2004—2005: Прем'єр-ліга
Англійська прем'єр-ліга 2004—2005 (англ. Barclays Premier League) — 13-й сезон англійської Прем'єр-ліги, заснованої 1992 року. Сезон розпочався 14 серпня 2004 року та завершився 15 травня 2005 року. 
Серед головних претендентів на чемпіонський титул були: діючий чемпіон Англії лондонський «Арсенал», який попереднього сезону здобув перемогу у Прем'єр-лізі, не зазнавши жодної поразки; традиційно потужний «Манчестер Юнайтед»; а також лондонський «Челсі», команду якого напередодні сезону очолив португальський спеціаліст Жозе Моурінью, який щойно привів до перемоги у Лізі чемпіонів свою попередню команду, «Порту». Тріумфатором сезону став саме «Челсі», який оформив чемпіонське звання за декілька турів до завершення змагання та встановив новий рекорд Прем'єр-ліги, набравши за сезон 95 турнірних очок. Для «аристократів» ця перемога стала першою в рамках Прем'єр-ліги та загалом лише другим чемпіонським титулом після перемоги у розіграші Футбольної ліги 1954—1955.
За результатами сезону елітний дивізіон англійського футболу залишили «Крістал Пелес», «Норвіч Сіті» та «Саутгемптон».

## Команди-учасниці
У змаганнях Прем'єр-ліги сезону 2004—2005 взяли участь 20 команд, включаючи 17 команд-учасниць попереднього сезону та три команди, що підвищилися у класі з Чемпіонату Футбольної ліги.

## Турнірна таблиця
| М  | Команда              | І  | В  | Н  | П  | МЗ | МП | РМ  | О  | Кваліфікація або пониження в класі                        |
| -- | -------------------- | -- | -- | -- | -- | -- | -- | --- | -- | --------------------------------------------------------- |
| 1  | Челсі (Ч)            | 38 | 29 | 8  | 1  | 72 | 15 | +57 | 95 | Груповий раунд Ліги чемпіонів УЄФА 2005–2006              |
| 2  | Арсенал              | 38 | 25 | 8  | 5  | 87 | 36 | +51 | 83 | Груповий раунд Ліги чемпіонів УЄФА 2005–2006              |
| 3  | Манчестер Юнайтед    | 38 | 22 | 11 | 5  | 58 | 26 | +32 | 77 | 3-й кваліфікаційний раунд Ліги чемпіонів УЄФА 2005–2006   |
| 4  | Евертон              | 38 | 18 | 7  | 13 | 45 | 46 | −1  | 61 | 3-й кваліфікаційний раунд Ліги чемпіонів УЄФА 2005–2006   |
| 5  | Ліверпуль            | 38 | 17 | 7  | 14 | 52 | 41 | +11 | 58 | 1-й кваліфікаційний раунд Ліги чемпіонів УЄФА 2005–2006 1 |
| 6  | Болтон Вондерерз     | 38 | 16 | 10 | 12 | 49 | 44 | +5  | 58 | 1-й раунд Кубка УЄФА 2005–2006 2                          |
| 7  | Мідлсбро             | 38 | 14 | 13 | 11 | 53 | 46 | +7  | 55 | 1-й раунд Кубка УЄФА 2005–2006 2                          |
| 8  | Манчестер Сіті       | 38 | 13 | 13 | 12 | 47 | 39 | +8  | 52 |                                                           |
| 9  | Тоттенгем Готспур    | 38 | 14 | 10 | 14 | 47 | 41 | +6  | 52 |                                                           |
| 10 | Астон Вілла          | 38 | 12 | 11 | 15 | 45 | 52 | −7  | 47 |                                                           |
| 11 | Чарльтон Атлетик     | 38 | 12 | 10 | 16 | 42 | 58 | −16 | 46 |                                                           |
| 12 | Бірмінгем Сіті       | 38 | 11 | 12 | 15 | 40 | 46 | −6  | 45 |                                                           |
| 13 | Фулгем               | 38 | 12 | 8  | 18 | 52 | 60 | −8  | 44 |                                                           |
| 14 | Ньюкасл Юнайтед      | 38 | 10 | 14 | 14 | 47 | 57 | −10 | 44 | 3-й раунд Кубка Інтертото 2005                            |
| 15 | Блекберн Роверз      | 38 | 9  | 15 | 14 | 32 | 43 | −11 | 42 |                                                           |
| 16 | Портсмут             | 38 | 10 | 9  | 19 | 43 | 59 | −16 | 39 |                                                           |
| 17 | Вест-Бромвіч Альбіон | 38 | 6  | 16 | 16 | 36 | 61 | −25 | 34 |                                                           |
| 18 | Крістал Пелес (В)    | 38 | 7  | 12 | 19 | 41 | 62 | −21 | 33 | Пониження до Чемпіонату Футбольної ліги                   |
| 19 | Норвіч Сіті (В)      | 38 | 7  | 12 | 19 | 42 | 77 | −35 | 33 | Пониження до Чемпіонату Футбольної ліги                   |
| 20 | Саутгемптон (В)      | 38 | 6  | 14 | 18 | 45 | 66 | −21 | 32 | Пониження до Чемпіонату Футбольної ліги                   |

Джерела: Barclays Premier League
Правила класифікації: 
1) очок; 2) різниця м'ячів; 3) кіл-ть забитих м'ячів.
1. «Ліверпуль» зайняв п'яте місце у Прем'єр-лізі, яке не надавало права участі у Лізі чемпіонів наступного року. Втім, враховуючи, що саме ліверпульський клуб був переможцем попереднього розіграшу цього єврокубка, він отримав право участі у Лізі чемпіонів, хоча й був змушений починати турнірну боротьбу вже з першого раунду турніру.

2. Оскільки обидва фіналісти Кубка Англії 2004–05, «Арсенал» та «Манчестер Юнайтед», а також володар Кубка англійської ліги 2004–05, «Челсі», та команда, що зайняла п'яте місце у чемпіонаті, «Ліверпуль», усі стали учасниками Ліги чемпіонів, право представляти Англію у розіграші Кубка УЄФА 2005–2006
отримали команди, що фінішували у Прем'єр-лізі на шостій та сьомій позиціях.
(Ч) = Чемпіон; (Пн)/(В) = Понижено в класі/Вибув; (Пв) = Підвищення в класі; (ПП) = Переможець плей-оф; (Н) = Перехід до наступного раунду. 
Застосовується тільки коли сезон ще не закінчений: 
(К) = Кваліфікований до раунду турніру; (КН) = Кваліфікований до турніру, але не до конкретного раунду; (Д) = Дискваліфікований з турніру.

## Результати
| Вдома \ В гостях1    | АРС | АСТ | БІР | БЛБ | БОЛ | ЧАР | ЧЕЛ | КРП | ЕВЕ | ФУЛ | ЛІВ | МС  | МЮ  | МІД | НЬЮ | НОР | ПОР | САУ | ТОТ | ВБА |
| Арсенал              |     | 3–1 | 3–0 | 3–0 | 2–2 | 4–0 | 2–2 | 5–1 | 7–0 | 2–0 | 3–1 | 1–1 | 2–4 | 5–3 | 1–0 | 4–1 | 3–0 | 2–2 | 1–0 | 1–1 |
| Астон Вілла          | 1–3 |     | 1–2 | 1–0 | 1–1 | 0–0 | 0–0 | 1–1 | 1–3 | 2–0 | 1–1 | 1–2 | 0–1 | 2–0 | 4–2 | 3–0 | 3–0 | 2–0 | 1–0 | 1–1 |
| Бірмінгем Сіті       | 2–1 | 2–0 |     | 2–1 | 1–2 | 1–1 | 0–1 | 0–1 | 0–1 | 1–2 | 2–0 | 1–0 | 0–0 | 2–0 | 2–2 | 1–1 | 0–0 | 2–1 | 1–1 | 4–0 |
| Блекберн Роверз      | 0–1 | 2–2 | 3–3 |     | 0–1 | 1–0 | 0–1 | 1–0 | 0–0 | 1–3 | 2–2 | 0–0 | 1–1 | 0–4 | 2–2 | 3–0 | 1–0 | 3–0 | 0–1 | 1–1 |
| Болтон Вондерерз     | 1–0 | 1–2 | 1–1 | 0–1 |     | 4–1 | 0–2 | 1–0 | 3–2 | 3–1 | 1–0 | 0–1 | 2–2 | 0–0 | 2–1 | 1–0 | 0–1 | 1–1 | 3–1 | 1–1 |
| Чарльтон Атлетик     | 1–3 | 3–0 | 3–1 | 1–0 | 1–2 |     | 0–4 | 2–2 | 2–0 | 2–1 | 1–2 | 2–2 | 0–4 | 1–2 | 1–1 | 4–0 | 2–1 | 0–0 | 2–0 | 1–4 |
| Челсі                | 0–0 | 1–0 | 1–1 | 4–0 | 2–2 | 1–0 |     | 4–1 | 1–0 | 3–1 | 1–0 | 0–0 | 1–0 | 2–0 | 4–0 | 4–0 | 3–0 | 2–1 | 0–0 | 1–0 |
| Крістал Пелес        | 1–1 | 2–0 | 2–0 | 0–0 | 0–1 | 0–1 | 0–2 |     | 1–3 | 2–0 | 1–0 | 1–2 | 0–0 | 0–1 | 0–2 | 3–3 | 0–1 | 2–2 | 3–0 | 3–0 |
| Евертон              | 1–4 | 1–1 | 1–1 | 0–1 | 3–2 | 0–1 | 0–1 | 4–0 |     | 1–0 | 1–0 | 2–1 | 1–0 | 1–0 | 2–0 | 1–0 | 2–1 | 1–0 | 0–1 | 2–1 |
| Фулгем               | 0–3 | 1–1 | 2–3 | 0–2 | 2–0 | 0–0 | 1–4 | 3–1 | 2–0 |     | 2–4 | 1–1 | 1–1 | 0–2 | 1–3 | 6–0 | 3–1 | 1–0 | 2–0 | 1–0 |
| Ліверпуль            | 2–1 | 2–1 | 0–1 | 0–0 | 1–0 | 2–0 | 0–1 | 3–2 | 2–1 | 3–1 |     | 2–1 | 0–1 | 1–1 | 3–1 | 3–0 | 1–1 | 1–0 | 2–2 | 3–0 |
| Манчестер Сіті       | 0–1 | 2–0 | 3–0 | 1–1 | 0–1 | 4–0 | 1–0 | 3–1 | 0–1 | 1–1 | 1–0 |     | 0–2 | 1–1 | 1–1 | 1–1 | 2–0 | 2–1 | 0–1 | 1–1 |
| Манчестер Юнайтед    | 2–0 | 3–1 | 2–0 | 0–0 | 2–0 | 2–0 | 1–3 | 5–2 | 0–0 | 1–0 | 2–1 | 0–0 |     | 1–1 | 2–1 | 2–1 | 2–1 | 3–0 | 0–0 | 1–1 |
| Мідлсбро             | 0–1 | 3–0 | 2–1 | 1–0 | 1–1 | 2–2 | 0–1 | 2–1 | 1–1 | 1–1 | 2–0 | 3–2 | 0–2 |     | 2–2 | 2–0 | 1–1 | 1–3 | 1–0 | 4–0 |
| Ньюкасл Юнайтед      | 0–1 | 0–3 | 2–1 | 3–0 | 2–1 | 1–1 | 1–1 | 0–0 | 1–1 | 1–4 | 1–0 | 4–3 | 1–3 | 0–0 |     | 2–2 | 1–1 | 2–1 | 0–1 | 3–1 |
| Норвіч Сіті          | 1–4 | 0–0 | 1–0 | 1–1 | 3–2 | 1–0 | 1–3 | 1–1 | 2–3 | 0–1 | 1–2 | 2–3 | 2–0 | 4–4 | 2–1 |     | 2–2 | 2–1 | 0–2 | 3–2 |
| Портсмут             | 0–1 | 1–2 | 1–1 | 0–1 | 1–1 | 4–2 | 0–2 | 3–1 | 0–1 | 4–3 | 1–2 | 1–3 | 2–0 | 2–1 | 1–1 | 1–1 |     | 4–1 | 1–0 | 3–2 |
| Саутгемптон          | 1–1 | 2–3 | 0–0 | 3–2 | 1–2 | 0–0 | 1–3 | 2–2 | 2–2 | 3–3 | 2–0 | 0–0 | 1–2 | 2–2 | 1–2 | 4–3 | 2–1 |     | 1–0 | 2–2 |
| Тоттенгем Готспур    | 4–5 | 5–1 | 1–0 | 0–0 | 1–2 | 2–3 | 0–2 | 1–1 | 5–2 | 2–0 | 1–1 | 2–1 | 0–1 | 2–0 | 1–0 | 0–0 | 3–1 | 5–1 |     | 1–1 |
| Вест-Бромвіч Альбіон | 0–2 | 1–1 | 2–0 | 1–1 | 2–1 | 0–1 | 1–4 | 2–2 | 1–0 | 1–1 | 0–5 | 2–0 | 0–3 | 1–2 | 0–0 | 0–0 | 2–0 | 0–0 | 1–1 |     |

Джерело: Barclays Premier League
1Команда-господар записана у лівому стовпчику.
Кольори: Голубий = господар переміг; Жовтий = нічия; Червоний = гості перемогли.
Для майбутніх матчів, позначених «п», існує стаття.

## Статистика
| Місце | Гравець                   | Клуб                | Голи |
| ----- | ------------------------- | ------------------- | ---- |
| 1     | Тьєррі Анрі               | «Арсенал»           | 25   |
| 2     | Ендрю Джонсон             | «Крістал Пелес»     | 21   |
| 3     | Робер Пірес               | «Арсенал»           | 14   |
| 4     | Джермейн Дефо             | «Тоттенгем Готспур» | 13   |
| 4     | Джиммі Флойд Гассельбайнк | «Мідлсбро»          | 13   |
| 4     | Френк Лемпард             | «Челсі»             | 13   |
| 4     | Якубу Аєгбені             | «Портсмут»          | 13   |
| 8     | Енді Коул                 | «Фулхем»            | 12   |
| 8     | Пітер Крауч               | «Саутгемптон»       | 12   |
| 8     | Ейдур Ґудьйонсен          | «Челсі»             | 12   |

| Місце | Гравець           | Клуб                | Передачі |
| ----- | ----------------- | ------------------- | -------- |
| 1     | Френк Лемпард     | «Челсі»             | 16       |
| 2     | Тьєррі Анрі       | «Арсенал»           | 14       |
| 3     | Деніс Бергкамп    | «Арсенал»           | 12       |
| 4     | Луїш Боа Морте    | «Фулхем»            | 10       |
| 4     | Стюарт Даунінг    | «Мідлсбро»          | 10       |
| 4     | Раян Гіггз        | «Манчестер Юнайтед» | 10       |
| 4     | Вейн Раутледж     | «Крістал Пелес»     | 10       |
| 8     | Фредрік Юнгберг   | «Арсенал»           | 9        |
| 8     | Хосе Антоніо Реєс | «Арсенал»           | 9        |
| 8     | Ар'єн Роббен      | «Челсі»             | 9        |

## Щомісячні нагороди
| Місяць   | Тренер місяця                        | Гравець місяця                   |
| -------- | ------------------------------------ | -------------------------------- |
| серпень  | Арсен Венгер («Арсенал»)             | Хосе Антоніо Реєс («Арсенал»)    |
| вересень | Девід Моєс («Евертон»)               | Ледлі Кінг («Тоттенгем Готспур») |
| жовтень  | Гаррі Реднап («Портсмут»)            | Ендрю Джонсон («Крістал Пелес»)  |
| листопад | Жозе Моурінью («Челсі»)              | Ар'єн Роббен («Челсі»)           |
| грудень  | Мартін Йол («Тоттенгем Готспур»)     | Стівен Джерард («Ліверпуль»)     |
| січень   | Жозе Моурінью («Челсі»)              | Джон Террі («Челсі»)             |
| лютий    | Алекс Фергюсон («Манчестер Юнайтед») | Вейн Руні («Манчестер Юнайтед»)  |
| березень | Гаррі Реднап («Саутгемптон»)         | Джо Коул («Челсі»)               |
| квітень  | Стюарт Пірс («Манчестер Сіті»)       | Френк Лемпард («Челсі»)          |

## Нагороди за сезон

### Гравець року за версією ПФА
Звання «Гравець року за версією ПФА» 2005 року виборов капітан команди-чемпіона, «Челсі», захисник Джон Террі, обійшовши у боротьбі за цю нагороду одноклубника Френка Лемпарда.

### Молодий гравець року за версією ПФА
Нагороду «Молодий гравець року за версією ПФА» отримав Вейн Руні, нападник «Манчестер Юнайтед».

### Гравець року за версією вболівальників ПФА
Лауреатом нагороди «Гравець року за версією вболівальників ПФА» уперше в кар'єрі став півзахисник Френк Лемпард з «Челсі».

### Гравець року за версією Асоціації футбольних журналістів
За версією Асоціації футбольних журналістів найкращим футболістом в англійській першості також був визнаний Френк Лемпард («Челсі»).

### Гравець року англійської Прем'єр-ліги
«Гравцем року англійської Прем'єр-ліги» був визнаний півзахисник «Челсі» Френк Лемпард.

### Тренер року англійської Прем'єр-ліги
Лауреатом нагороди «Тренер року англійської Прем'єр-ліги» став наставник «Евертона» Девід Моєс, який привів свій клуб до високого для нього четвертого місця турнірної таблиці.

### Золотий бутс англійської Прем'єр-ліги
Нагороду «Золотий бутс англійської Прем'єр-ліги» найкращому бомбардиру сезону отримав французький нападник лондонського «Арсенала» Тьєррі Анрі, який відзначився 25 забитими голами.

### Золота рукавичка англійської Прем'єр-ліги
Голкіпер «Челсі» Петр Чех став володарем нагороди «Золота рукавичка англійської Прем'єр-ліги», видавши по ходу сезону серію з десяти матчів поспіль без жодного пропущеного м'яча, що стало новим рекордом Прем'єр-ліги.